# Кароль Кнаус
Кароль Максимільян Кнаус (пол. Karol Maksymilian Knaus, 24 вересня 1846, Плаза — 15 березня 1904, Краків) — польський архітектор, реставратор.

## Біографія
Народився у селі Плаза під Хшановом у сім'ї працівника страхової компанії Кароля Кнауса і Маріанни з дому Шене (Schöne). У віці семи років втратив батьків. Чотирнадцятилітнім хлопцем працював підмайстром у слюсаря. Згодом — на керамічній фабриці, пізніше на будівництві тартаку, де потім працював два роки машиністом і писарем. Отримав роботу на фабриці інженера Людвіка Зеленевського. Відбував практику будівничого у Валерія Колодзейського, де керував спорудженням низки об'єктів. 1879 року склав у краківському магістраті екзамен на майстра будівничого. 1884 року обраний членом міської ради Кракова. 1889 року обійняв посаду старшого інспектора будівництва і заступника директора будівельного управління краківського магістрату. Співзасновник краківського Технічного товариства. Член редакції часопису «Architekt». Публікував фахові статті у часописах «Architekt» і «Przegląd Techniczny».

## Роботи
- Реставрація монастиря непокалянок в Ярославі. Виконана в рамках роботи Кнауса на фірмі Колодзейського до 1879 року.
- Працював 3 роки при реставрації Сукенниць у Кракові під керівництвом Томаша Прилінського.
- Дім міської Ощадної каси на вулиці Шпитальній, 15 у Кракові (1880, проект Кароля Борковського). Спорудив сходову клітку за власним проектом.
- Реставрація замку в Сухій Бескидзькій (1883).
- Реставрація пробоства костелу св. Анни у Кракові (1886).
- Дім пошти у Кракові (адаптація проєкту віденського арх. Фрідріха Зетца[1] 1888, спільно з Тадеушем Стриєнським).
- Реставрація костелу і монастиря ордену Паулінів на Скалці у Кракові (1888).
- Дім товариства «Сокіл» на вулиці Пілсудського, 27 у Кракові (1889). Згодом добудований за проектом Теодора Тальовського.[2]
- Перебудова палацу у Кракові, в місцевості Прокоцім (1891).
- Неоренесансна будівля Ощадної каси на вулиці Ягеллонській, 26 у Новому Сончі. Спроектована 1891 року, збудована у 1892-му під керівництвом інженера Юліуша Мішке.[3]
- Реставрація і добудова хору костелу святої Катерини у Кракові (1893). Пізніше спроектував 6 пінаклей і реставрацію крухти там же.
- Реставрація монастиря бернардинців у Кальварії-Зебжидовській (1898).
- Реставрація костелу Божого Тіла у Кракові, в місцевості Казімеж (1899).
- Реставрація бернардинського костелу в Дуклі (1899).
- Будинки для Товариства будови дешевого житла для робітників-католиків у Кракові.
- Дім на вулиці Радзивілловській, 10 у Кракові.
- Реставрація монастиря в Новому Сончі.
- Пам'ятна таблиця в Живці на честь перебування у місті Яна Казимира.

Нереалізовані
- Друга нагорода на конкурсі проектів будинку ощадної каси у Станіславові (тепер Івано-Франківськ). На думку дослідниці Жанни Комар, є імовірність, що реалізовано все ж проект Кнауса.[4]
- Друга нагорода на конкурсі проектів Палацу мистецтв у Кракові (1898).[5]
- Одна з трьох перших нагород на конкурсі проектів Технічно-промислового музею у Кракові.